# Evaza nigripennis
Evaza nigripennis är en tvåvingeart som beskrevs av Kertesz 1909. Evaza nigripennis ingår i släktet Evaza och familjen vapenflugor.
Artens utbredningsområde är Taiwan. Inga underarter finns listade i Catalogue of Life.